# Kiel Reijnen
Kiel Reijnen (Bainbridge Island, Washington, 1 de juny de 1986) és un ciclista estatunidenc, professional des del 2009 i actualment a l'equip Trek-Segafredo. Ha guanyat curses tant al calendari de l'UCI Amèrica Tour, com els calendaris de l'Àsia o l'Àfrica

## Palmarès
- 2010
  - 1r al Tour de Tailàndia i vencedor d'una etapa
- 2011
  - 1r al Tour de Ruanda i vencedor de 4 etapes
- 2013
  - 1r a la Philadelphia Cycling Classic
  - 1r a la Bucks County Classic
  - Vencedor d'una etapa del Tour de Gila
- 2014
  - 1r a la Philadelphia Cycling Classic
  - Vencedor d'una etapa de l'USA Pro Cycling Challenge
- 2015
  - Vencedor d'una etapa del Tour de Utah
  - Vencedor d'una etapa de l'USA Pro Cycling Challenge
- 2016
  - Vencedor d'una etapa del Tour de Utah

### Resultats a la Volta a Espanya
- 2016. 132è de la classificació general
- 2018. 135è de la classificació general
- 2019. 141è de la classificació general